# Matrimonio della Polonia con il mare

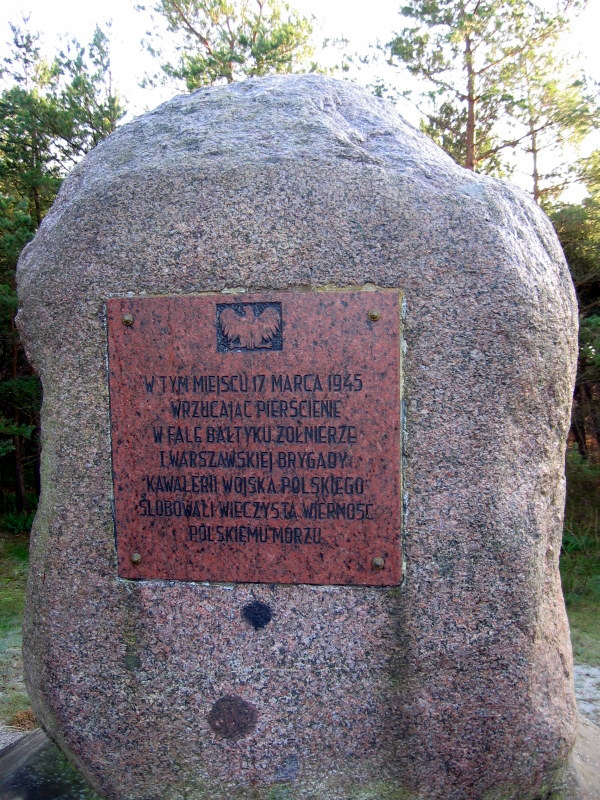
Targa commemorativa del matrimonio della Polonia con il mare del 1945 a Mrzeżyno

Il matrimonio della Polonia con il mare (in lingua polacca: Zaślubiny Polski z morzem) fu una cerimonia nazionalista tenuta per celebrare la riconquista dell'accesso al Mar Baltico da parte della Polonia, perduto nel 1793 con le spartizioni della Polonia. La cerimonia fu tenuta il 10 febbraio 1920 a Puck (in tedesco: Putzig) dal generale Józef Haller.
All'inizio della primavera del 1945, dopo l'avanzata polacco-sovietica nella Pomerania, si tennero molte cerimonie di questo tipo in diverse località. Il più famoso matrimonio con il mare fu quello del 17 marzo 1945 organizzato dai soldati dell'esercito polacco a Mrzeżyno (Regamünde), ripetuto il giorno successivo dopo la conquista del porto di Kołobrzeg (Kolberg).

## Il matrimonio con il mare del 1920
(Generale Haller durante la cerimonia del 1920 a Putzig/Puck)
Nell'ottobre 1919 il generale Józef Haller venne nominato comandante di un'unità dell'esercito polacco sul fronte della Pomerania, creato per riprendere pacificamente il controllo della Pomerelia (ex provincia dell'Impero tedesco), che venne concesso alla Seconda Repubblica di Polonia dal Trattato di Versailles. Il 18 gennaio 1920, le unità della 16ª Divisione Fanteria entrarono a Toruń (Thorn) e, nei giorni seguenti, i soldati polacchi si mossero verso nord, raggiungendo finalmente la costa del Mar Baltico il 10 febbraio. La loro avanzata fu lenta ma progressiva, con pochi incidenti di sabotaggio dei tedeschi in ritirata.

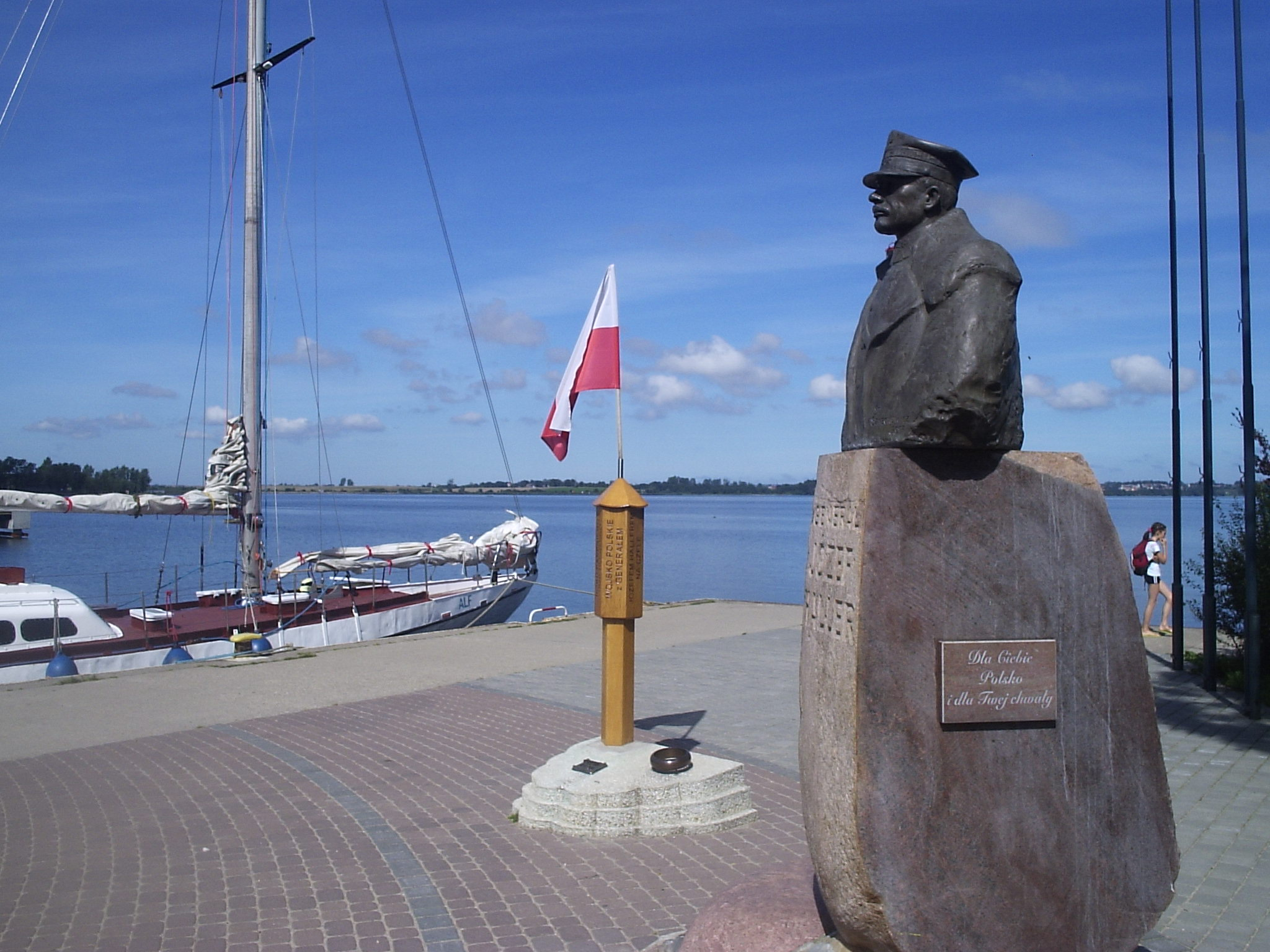
Luogo del matrimonio con il mare del 1920 a Puck (Casciubia)

La mattina presto del 10 febbraio, il generale Haller e il suo staff si incontrarono, sulla strada che da Torun porta a Puck con i membri della comunità polacca della Città Libera di Danzica presso la stazione di Danzica Centrale. Haller, temendo una provocazione tedesca, rimase sul treno, dove fu raggiunto da Jozef Wybicki, nipote di Józef Wybicki, che gli consegnò due anelli di platino offerti dalle famiglie polacche di Danzica. Uno degli anelli fu poi gettato in mare a Puck .
Dopo l'incontro, il treno di Haller e degli altri ufficiali polacchi raggiunse Puck, dove furono accolti da una folla di Casciubi. Alla stazione di Puck il generale Haller montò a cavallo e si diresse verso il mare con un'unità di ulani. Alla cerimonia simbolica parteciparono, tra gli altri, anche Wincenty Witos, Stanisław Wojciechowski, Maciej Rataj, il voivoda della Pomerania Stefan Laszewski, l'inviato polacco della città libera di Danzica Maciej Biesiadecki, il generale Kazimierz Sosnkowski, Jozef Wybicki e il "Re dei Casciubi" Antoni Abraham. Durante la cerimonia venne celebrata una messa cattolica da parte del reverendo Jozef Wrycza. La bandiera della marina militare polacca venne benedetta e, durante l'esplosione a salve di 21 cannoni, venne issata su un pennone dai marinai Eugeniusz Plawski e Florian Napierala. Questo gesto simboleggiava che da quel momento in poi la costa polacca sarebbe stata sorvegliata dalla marina.

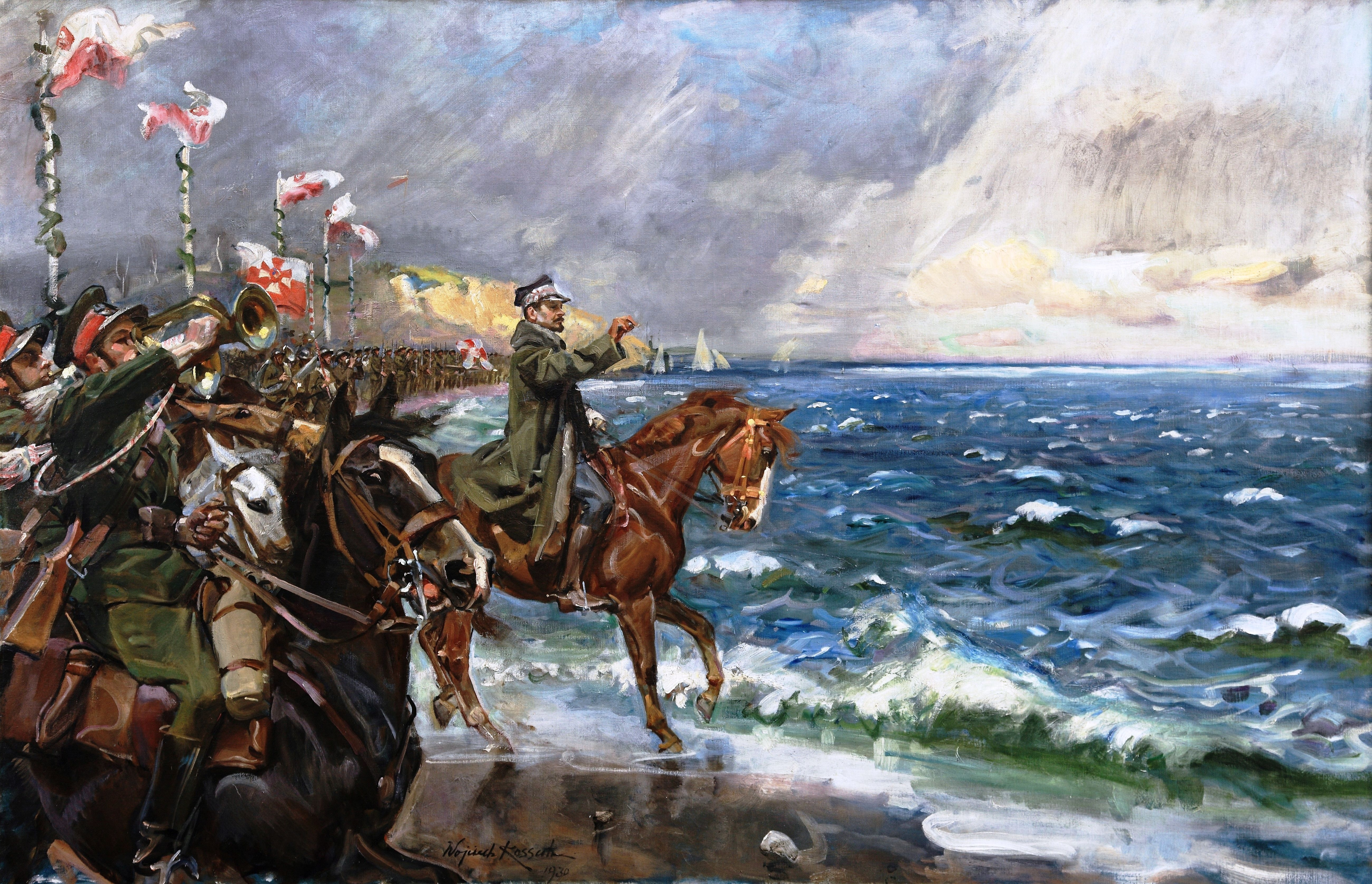
Il matrimonio della Polonia con il mare in un dipinto di Wojciech Kossak

Nelle sue memorie pubblicate a Londra nel 1964, il generale Haller scrisse che quel giorno la baia di Puck era ghiacciata, cosicché i pescatori locali dovettero fare un buco nel ghiaccio, nel quale Haller gettò l'anello. Prima di essere gettato in acqua, l'anello rotolò sul ghiaccio: "Diversi pescatori corsero dietro all'anello, ma nessuno lo prese fintanto che l'anello cadde nell'acqua ghiacciata da solo. Quando chiesi loro il perché non lo avessero preso, i pescatori risposero profeticamente che lo avrebbero ripreso a Stettino". Dopo aver gettato l'anello, Haller pronunciò le seguenti parole: “In nome della Santa Repubblica di Polonia, io, generale Józef Haller, prendo possesso di questa spiaggia dell'antico mare Baltico Slavico”. Wojciech Kossak, prese ispirazione di questi eventi per dipingere nel 1931 il celebre quadro sul "Matrimonio polacco con il mare".
Il luogo in cui si svolse la cerimonia del 1920 si trova a nord del porto di Puck, nell'area che apparteneva alla marina ed ivi fu eretto un monumento con un'aquila polacca e la data. Distrutto durante l'invasione nazista della Polonia del 1939, venne ricostruita nel porto di Puck, vicino al busto del generale Haller.
L'11 febbraio 1920, il giorno successivo al simbolico matrimonio, i pescatori Casciubi invitarono Haller a Wielka Wies (oggi Władysławowo), per tenere un'altra cerimonia, ma questa volta in mare aperto. Haller accettò l'invito e salì sul cutter “Gwiazda Morza” (“Stella del Mare”). Tale gesto rese il generale molto noto fra la popolazione locale. In seguito Haller acquistò un appezzamento di terreno vicino a Wielka Wieś, fondando un quartiere chiamato Hallerowo. L'attuale città di Władysławowo è stata creata dopo la fusione di Wielka Wieś e Hallerow.

## Il matrimonio con il mare del 1945

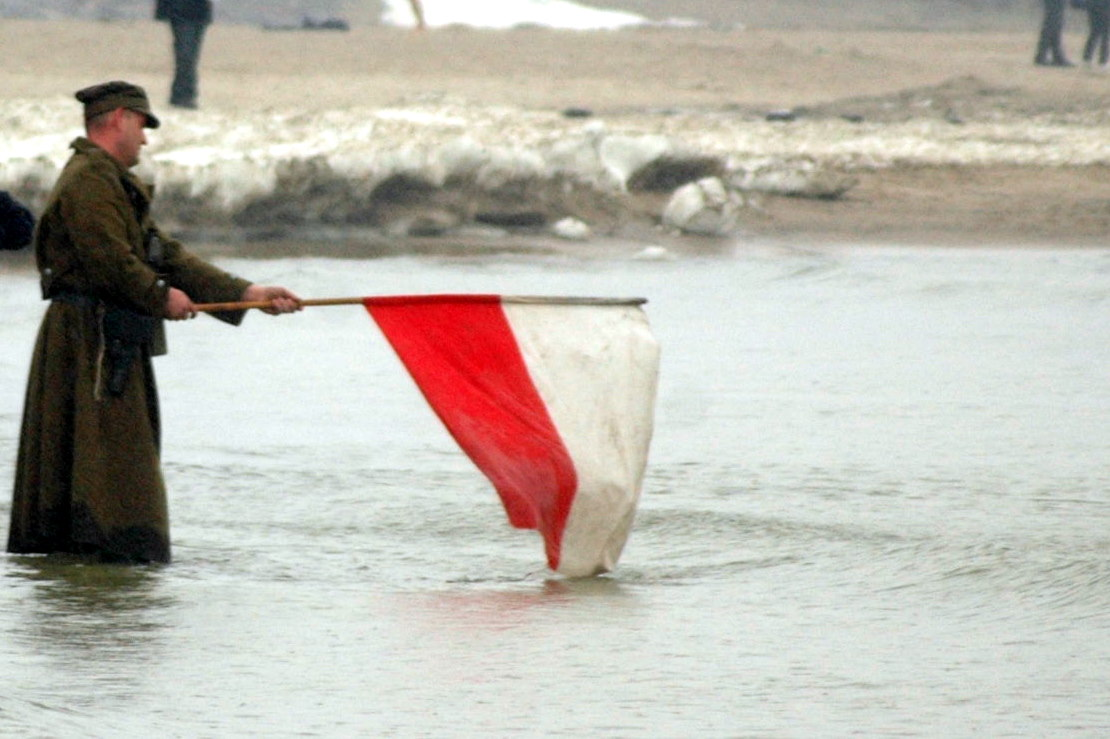
Rievocazione storica a Kołobrzeg (2010)

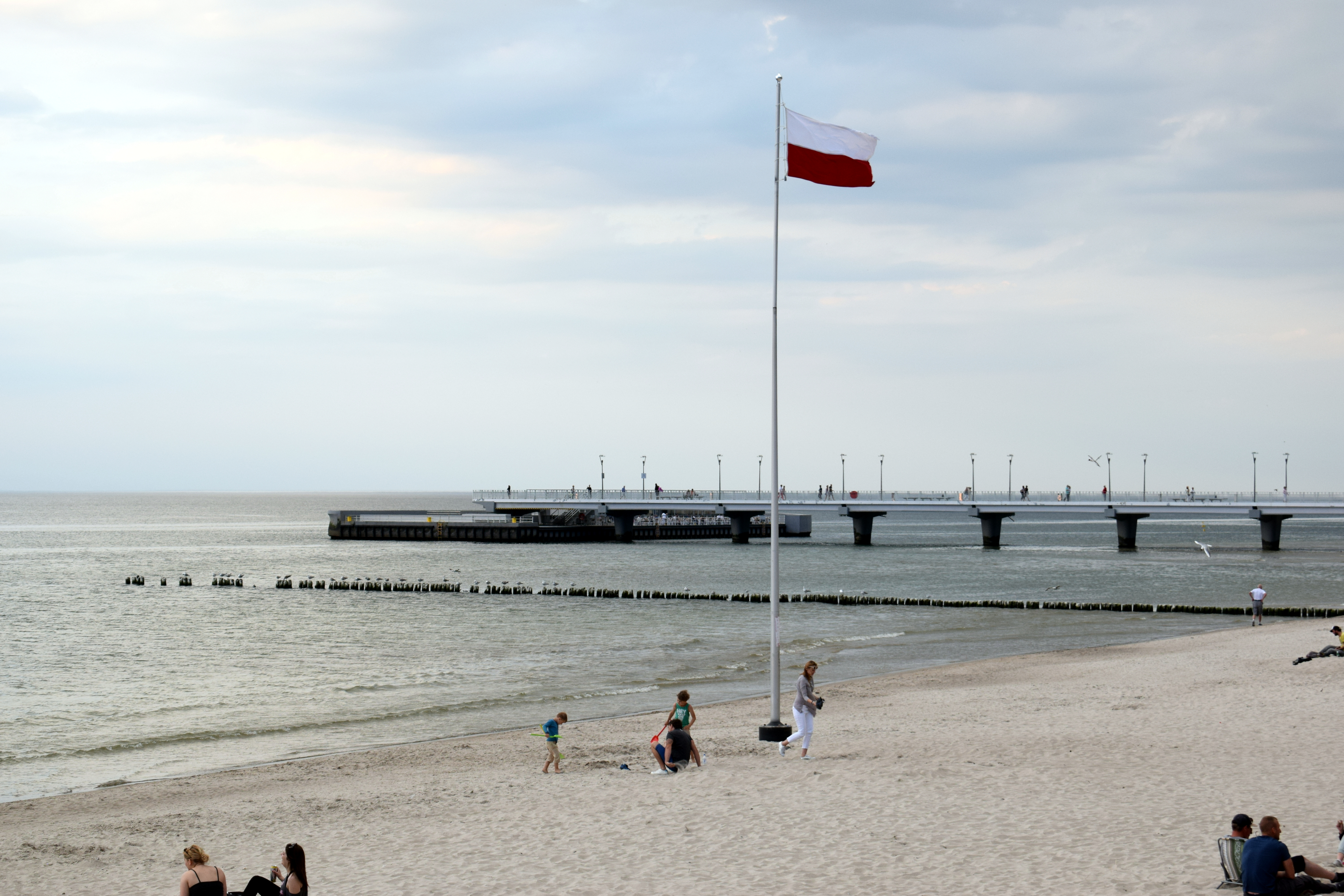
La bandiera indica il luogo del matrimonio con il mare avvenuto a Kołobrzeg nel 1945

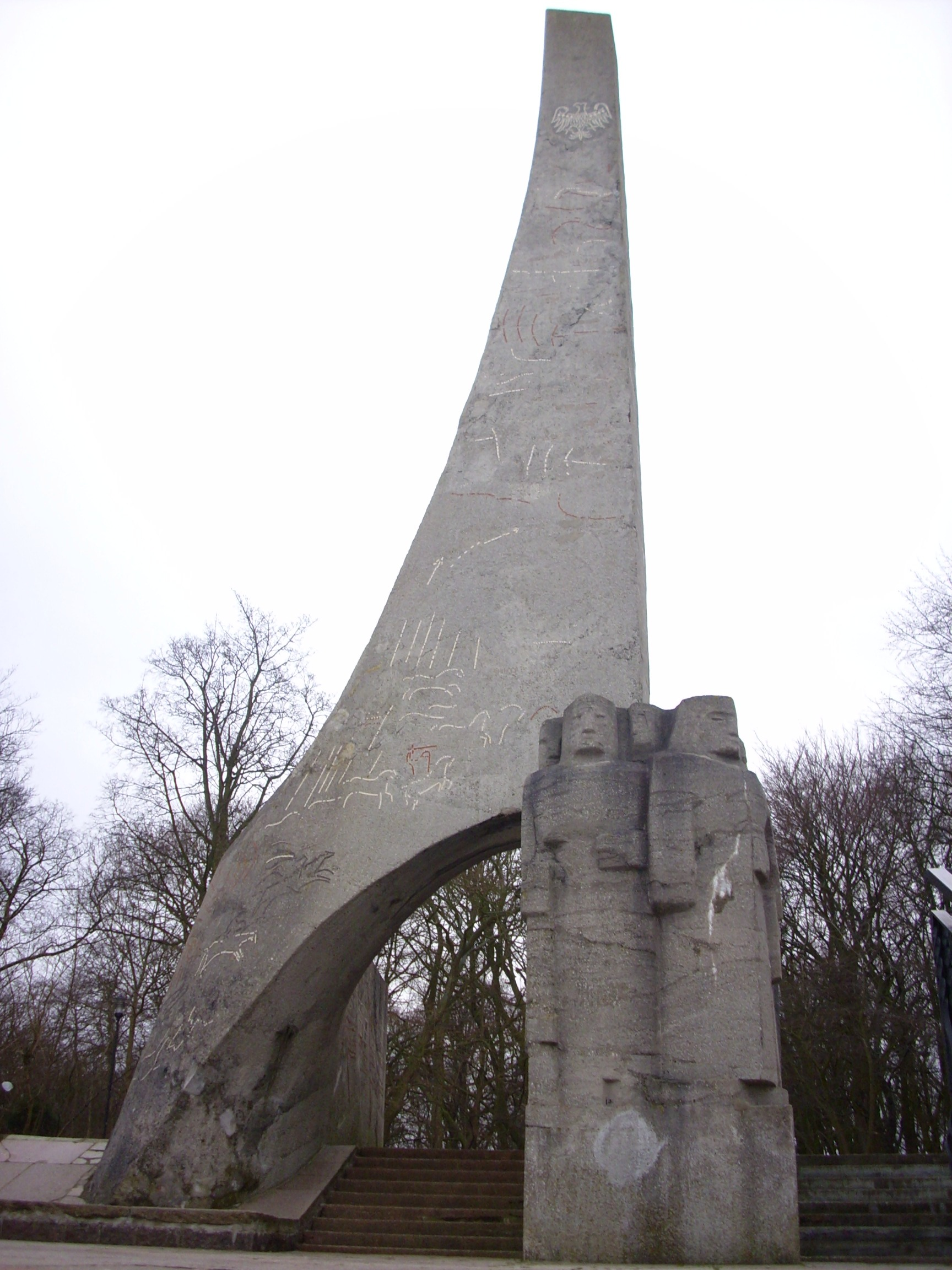
Monumento del matrimonio della Polonia con il mare a Kołobrzeg

All'inizio del 1945 il primo esercito polacco formato nell'Unione Sovietica e subordinato al 1° Fronte Bielorusso sovietico raggiunse la Pomerania, l'antica terra dei Piast, che ridivenne polacca nuovamente. Durante l'Operazione Pomerania, quando le unità arrivarono al mare, i soldati polacchi ricordarono lo storico matrimonio con il mare del 1920. La cerimonia del 1945 si svolse in una situazione di guerra e l'ampia striscia di 10 chilometri di costa era ufficialmente considerata come prima linea. Il quartier generale del primo esercito decise che le proprie unità avrebbero organizzato i propri matrimoni con il mare. Tali cerimonie si svolsero dal 15 marzo al 6 aprile 1945, lungo le coste del Mar Baltico comprese tra Dziwnow (Berg Dievenow) e Gdynia (Gdingen). Nello spirito della tradizione avviata nel 1920, vennero gettati anelli nelle acque del mare e vennero prestati giuramenti di fedeltà da parte dei partecipanti. Inoltre, in diversi casi, vennero immerse in acqua anche le bandiere delle unità militari. Il 17 marzo 1945, la prima brigata di cavalleria di Varsavia tenne una propria cerimonia a Mrzeżyno e il 18 marzo ci fu la cerimonia principale di entrambi gli eserciti polacchi presso Kołobrzeg.
Il 10 marzo 1945 il testo del giuramento fu pubblicato sul giornale dell'esercito polacco Zwyciezymy:
“Ti giuro, Mare polacco, che io, soldato della Patria, fedele figlio della nazione polacca, non ti abbandonerò. Ti giuro che seguirò sempre questa strada, la strada che è stata costruita dal Consiglio Nazionale di Stato, la strada che mi ha portato fino al mare. Io ti proteggerò, non esiterò a versare il mio sangue per la Patria, né esiterò a dare la mia vita in modo da non tornare in Germania. Tu rimarrai polacco per sempre”.
I matrimoni del mare si svolsero a: 
- Grzybow (8 marzo)
- Mrzeżyno (12 marzo)
- Dziwnowek (15 marzo)
- Mrzeżyno (nuovamente il 17 marzo)
- Kołobrzeg (17, 18, 19, e 20 marzo)
- Gdynia (6 aprile)